# 케이프사이즈
케이프사이즈(Capesize)는 수에즈맥스와 파나맥스를 넘어 수에즈 운하와 파나마 운하를 이용할 수 없는 큰 배를 뜻하는 말이다. 이런 배들은 희망봉 항로를 대신 이용할 수 있다.

## 같이 보기
- 희망봉 항로
- 화물선
- 수에즈맥스